# ポリツェ
ポリツェ（ポーランド語: Police [pɔˈlʲit͡sɛ]、ドイツ語: Pölitz ペーリッツ）は、ポーランド北西部の西ポモージェ県にある町。シュチェチン都市圏有数の都市で、ポリツェ郡の中心都市でもある。
ポメラニア湾とシュチェチン潟の南岸、オーデル川沿いに位置する。ポリツェ市街は、シュチェチンの北およそ15キロメートルにある。
町名はスラヴ諸語で「平原」を意味する pole に由来する。

## 歴史
早い例では1243年の史料に、現在のポリツェの地名がみえる。1260年にポメラニア公国のバルニム1世によってマクデブルク法が導入され、13世紀末には地元の有力者、ドラケ家の所領となった。1321年にオットー・ドラケが亡くなると、近くのシュテッティン（シュチェチン）の属領となり、18世紀半ばまで発展の機会を逸することとなった。
ポリツェ市街の外れに位置するヤシェニツァ修道院は、宗教改革さなかの1534年に世俗化し、ポメラニア公領となった。1569年、この修道院で、ポメラニア公国を東西に分割する条約が締結された。
1630年のシュテッティン条約から1720年のストックホルム条約までの間、ペーリッツはスウェーデン領ポメラニア、その後プロイセン領ポンメルンの一部であった。1808年にシュテッティンから独立し、1815年には新設されたプロイセンのポンメルン州ランドウ郡に組み込まれた。1939年、同郡は廃止され、ペーリッツは大シュテッティン市に併合された。

### ナチスの合成燃料工場
1937年、IG・ファルベンインドゥストリーやドイツ＝アメリカ石油会社の出資によって、合成燃料工場「ヒュードリアーヴェルケ・ペーリッツAG」が設立された。この工場は1943年までに、ナチス・ドイツの合成燃料の15%にあたる57万7000トンを生産するまでになっていた。その労働力は、関連するナチス・ドイツの収容所から調達された。ペーリッツにはシュトゥットホーフ強制収容所の支所も置かれていた。
化学工場が置かれていたため、第二次世界大戦中には連合国軍による空襲の対象となり、1943年末から続いた9トン爆弾による爆撃で、市街の70%が破壊された。

### 現代
ベルリンの戦いが行われていた1945年4月26日、ペーリッツの合成燃料工場はソビエト連邦の赤軍に接収された。戦後はオーデル・ナイセ線以東の旧ドイツ領がポーランド領となる一方で、オーデル川西岸のペーリッツはソ連が管理する飛び地となった。ソ連のジューコフはペーリッツ、ツィーゲノルト、ヤゼニッツ、メッセンティン、ショルヴィンからなるひとつの郡の新設を布告した。工場の設備をソ連へ移送するため、2万5000人のドイツ人が労働力として使役された 。
ペーリッツ郡は、燃料工場のある地区を除いて、段階的にポーランドに返還された。ムシュツィエンツィノ（旧メッセンティン）が1946年9月7日に、ポリツェ（旧ペーリッツ）とヤシェニツァ（旧ヤゼニッツ）が9月19日にポーランドに割譲された。1947年2月25日には、燃料工場もポーランドの管理下に移った。亡命もしくは追放されたドイツ系の住民の代わりに、ポーランド東部から多くの人々が入植もしくは強制移住の形でやってきた。1953年にはギリシャやユーゴスラビアのマケドニアからの難民も加わった。
燃料工場の建物は現在も残っているが、安全が確保されていないため、立ち入るのは危険である。
1969年には、ポーランド有数の大規模な化学工場が新たに建設された。この工場では、二酸化チタンや窒素およびリン系の肥料が生産されている。
1946年から1998年までシュチェチン県に所属していたが、1999年以降は西ポモージェ県の一部となっている。

## 地理
ポメラニア湾とシュチェチン潟の南岸に位置し、オーデル川が流れる。ポリツェ市街はシュチェチンの北およそ15キロメートルにある。ヴェンゴルニクからタノヴォ、タティニア、ヴィエニコヴォを経てポリツェ＝ヤシェニツァにいたるグニツァ川は、カヤック乗りに人気がある。シュチェチン潟のワルピア川河口には、「オリンピア」と呼ばれる小さなヨットハーバーがある。市内にある合成ガソリン工場跡は、いまコウモリ（ヨーロッパチチブコウモリ、オオホオヒゲコウモリ、ドーベントンコウモリ、ノレンコウモリ、ウサギコウモリ）の棲息地となっている。

## 名所
- ヤシェニツァ修道院跡（14世紀築）
- ポリツェ＝ヤシェニツァのゴシック式教会（14/18世紀）
- 旧市街フロブリー広場のゴシック式礼拝堂（15世紀）
- 旧市街のネオゴシック式教会（19世紀）
- 19世紀のアパート群
- 町役場庁舎（1906年） - 第二次世界大戦でも焼失せず残った

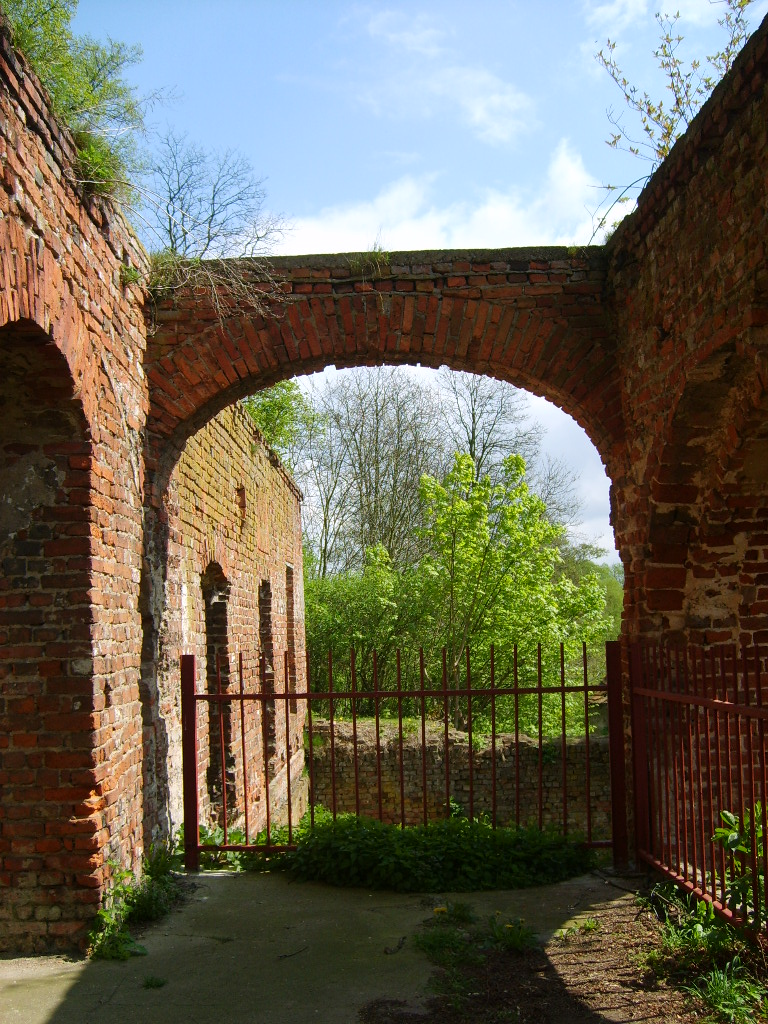
ヤシェニツァ修道院跡
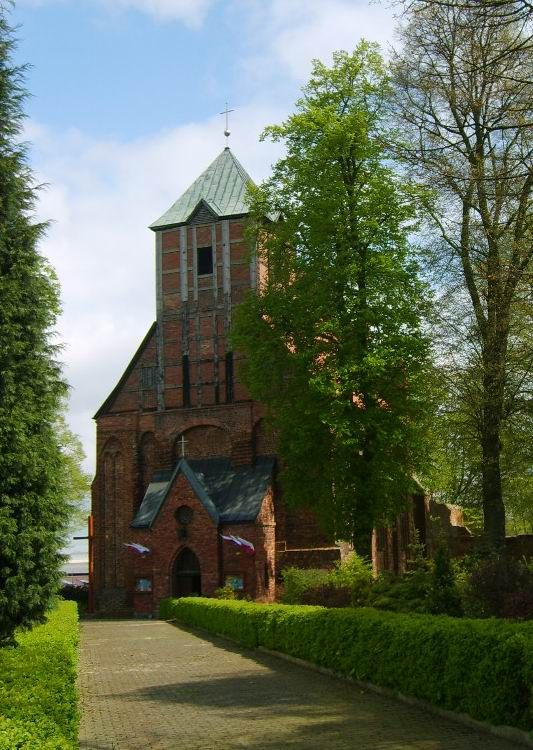
ヤシェニツァのゴシック式教会
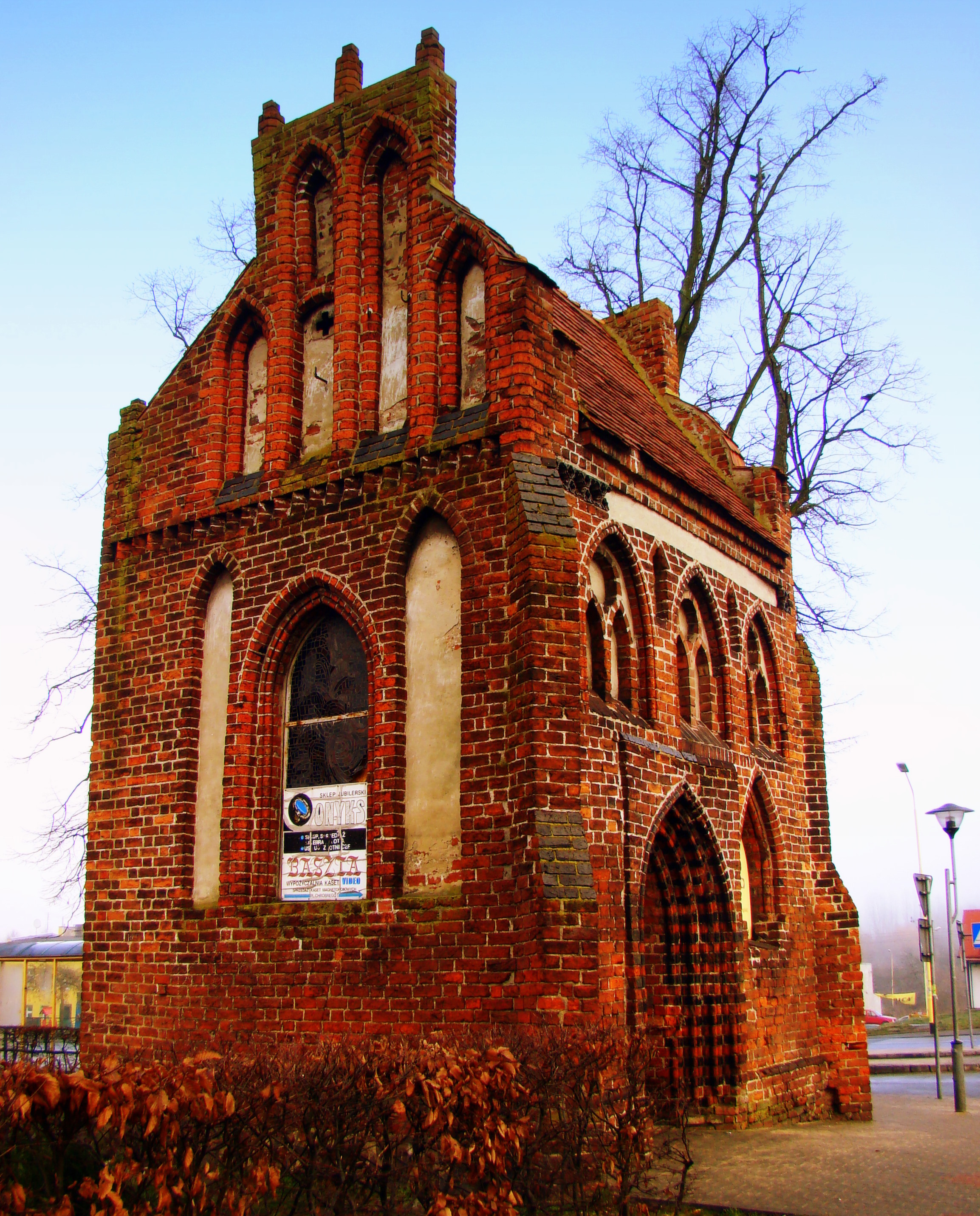
旧市街のゴシック式礼拝堂
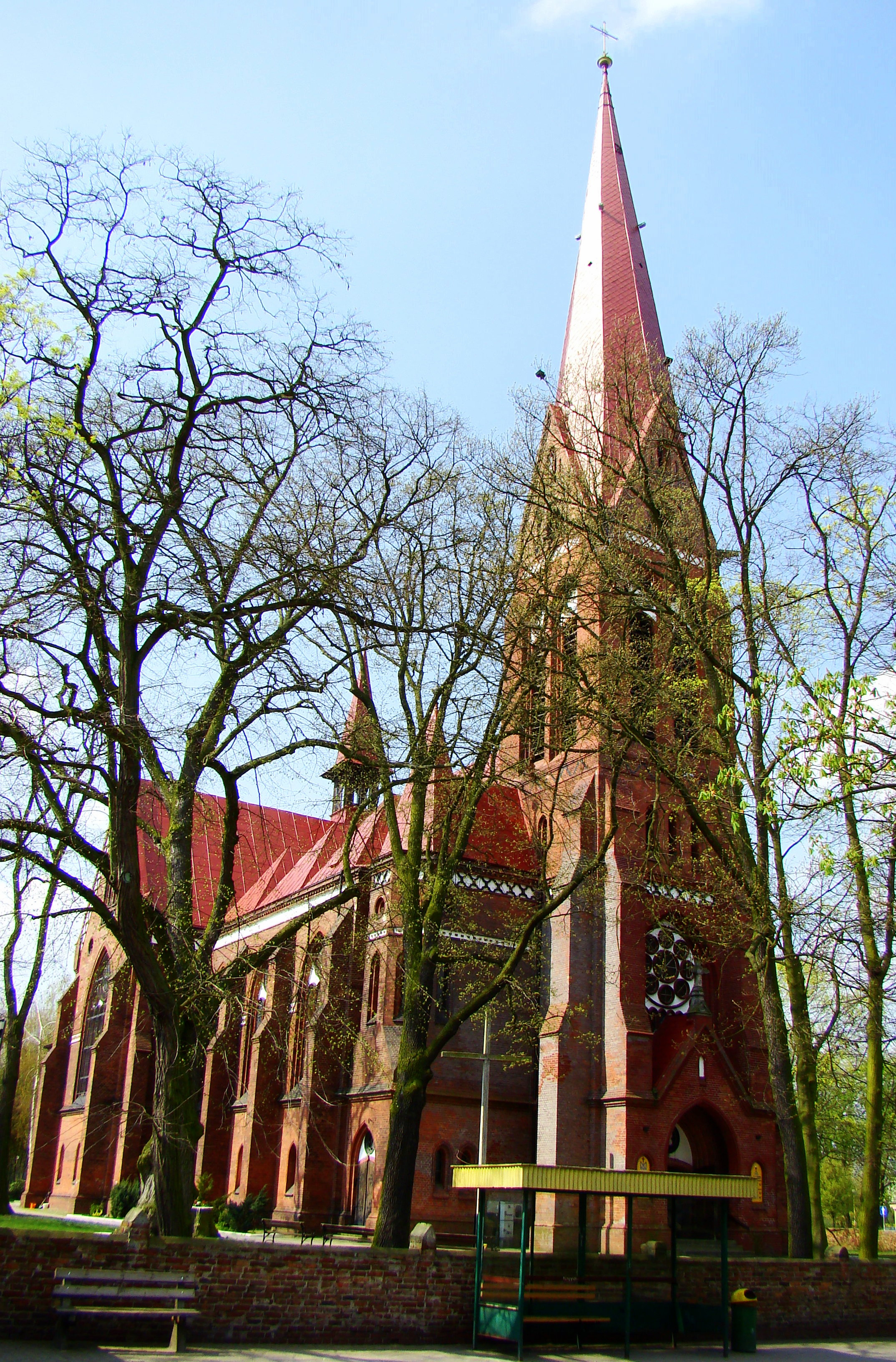
旧市街のネオゴシック式教会
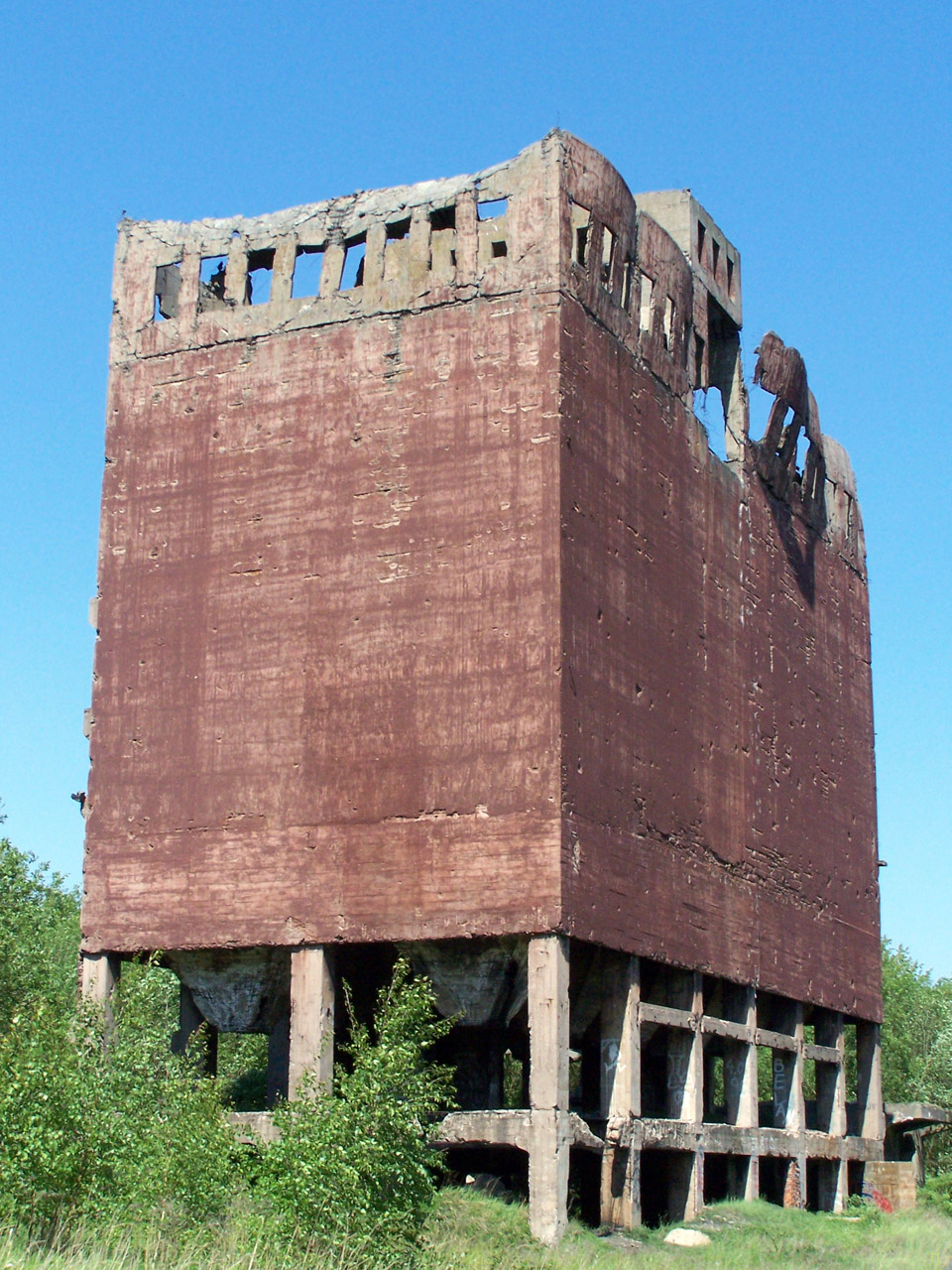
合成ガソリン工場跡

## スポーツ
- KPヘミク・ポリツェ - サッカークラブ
- KPSヘミク・ポリツェ - 女子バレーボールクラブ

## 文化
- ワルピア・セール・フェスティバル - 毎年5月に開催される音楽祭
- ヤシェニツァの聖アウグスティヌス祭（8月末）
- ポリツェ全国クォーターマラソン（10月）
- ポリツェ音楽節（10月）

## ゆかりの人物
- ルートヴィヒ・ホロニウス（1570年代 - 1621年） 牧師、劇作家
- ハンス・モドロウ（1928年 - ） 東ドイツの政治家

## 姉妹都市
- パーゼヴァルク（ドイツ）
- ノヴィ・ロズディル（ウクライナ）
- スラエルセ（デンマーク）[13]

## ギャラリー

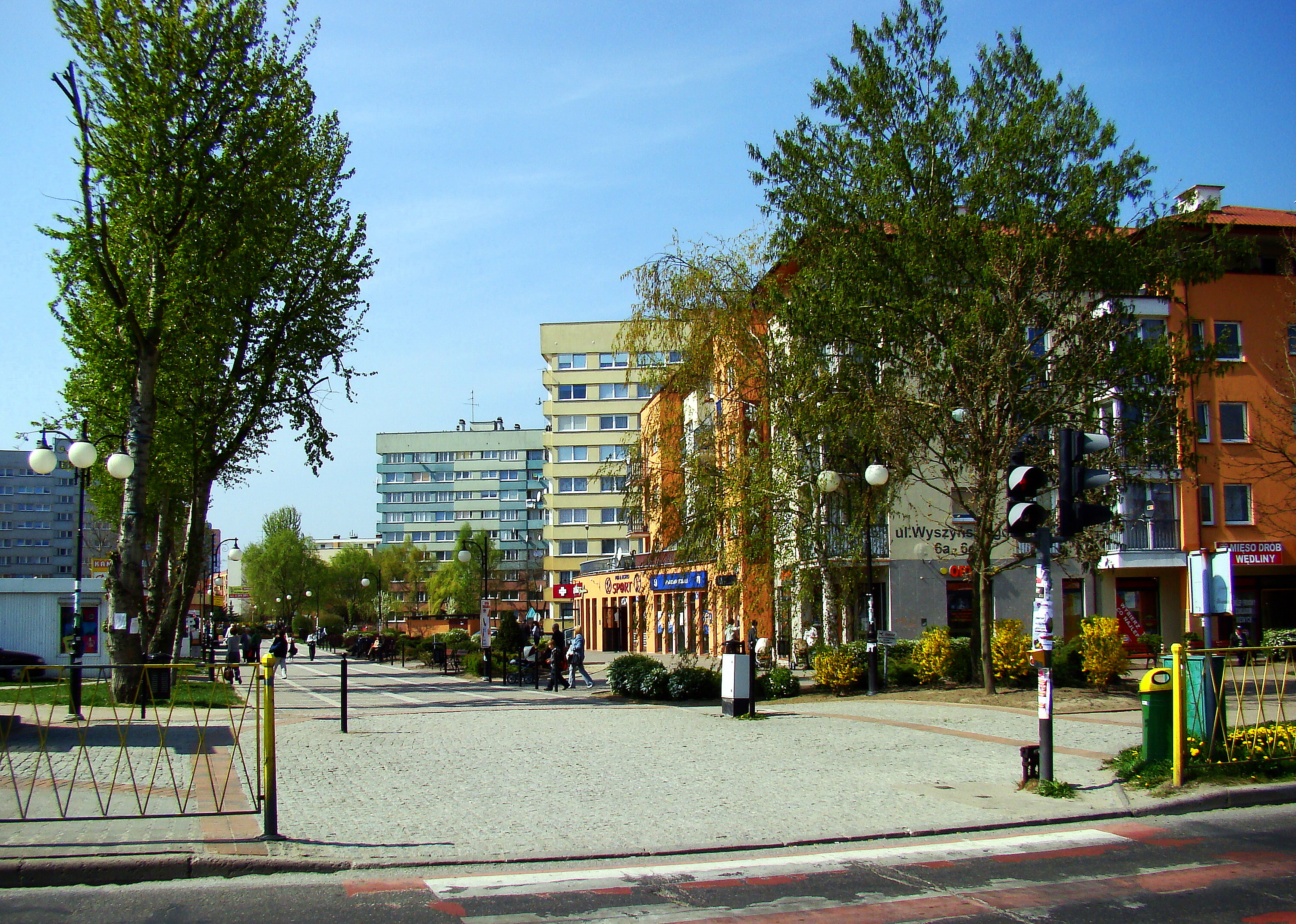
新市街のヴィシニスキェゴ通り
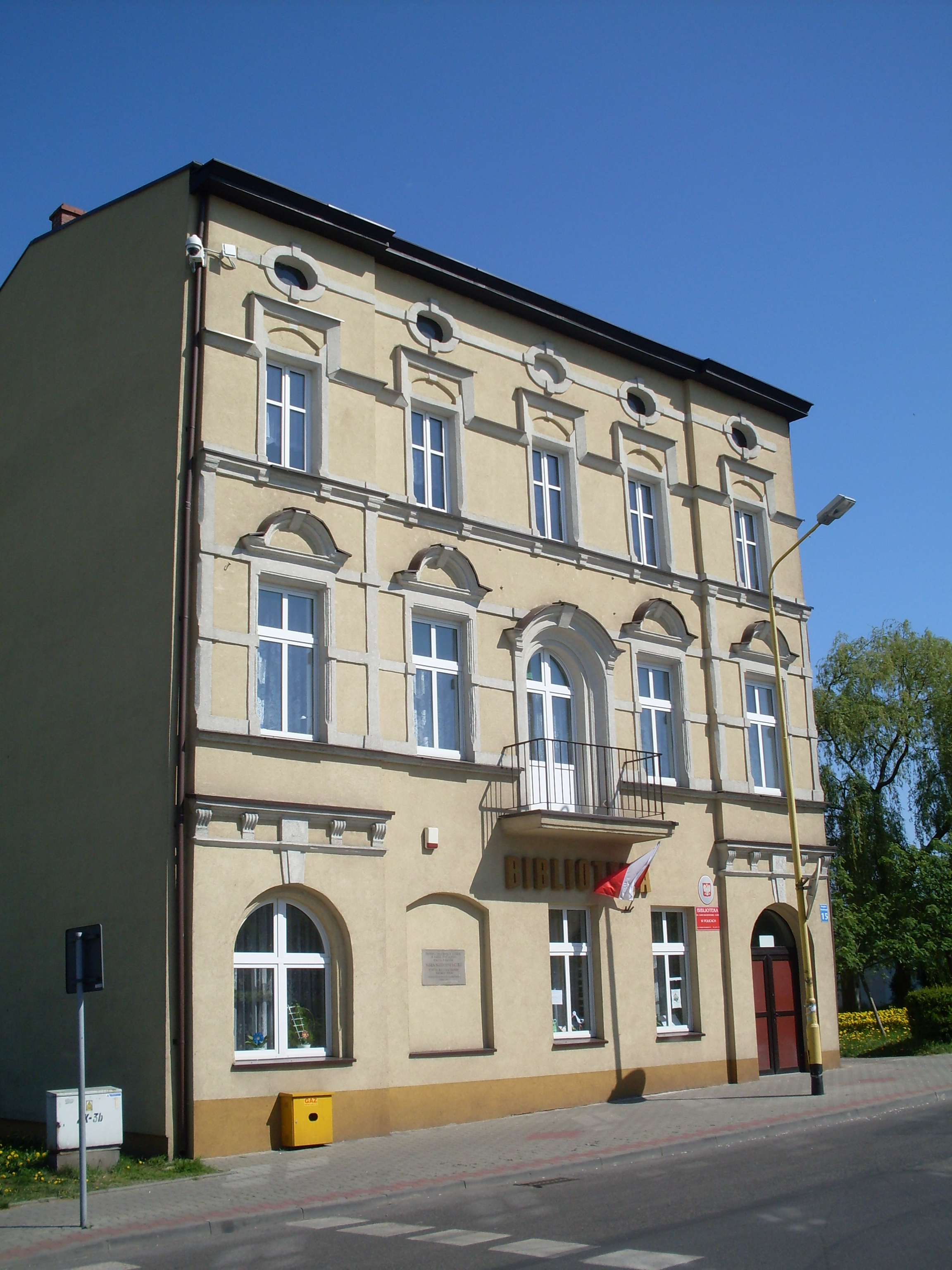
ポリツェ郡公立図書館
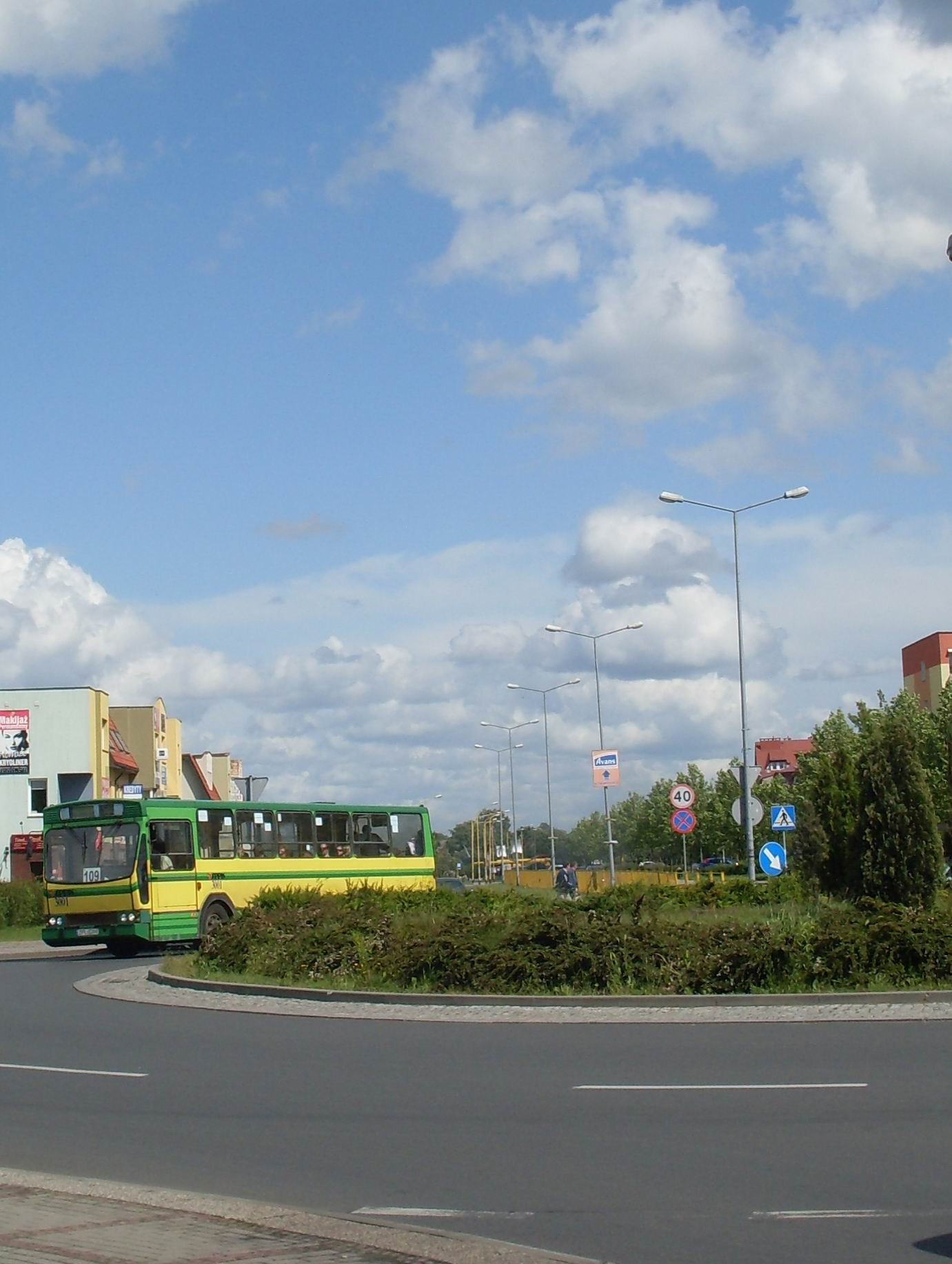
ピウスドスキェゴ通り
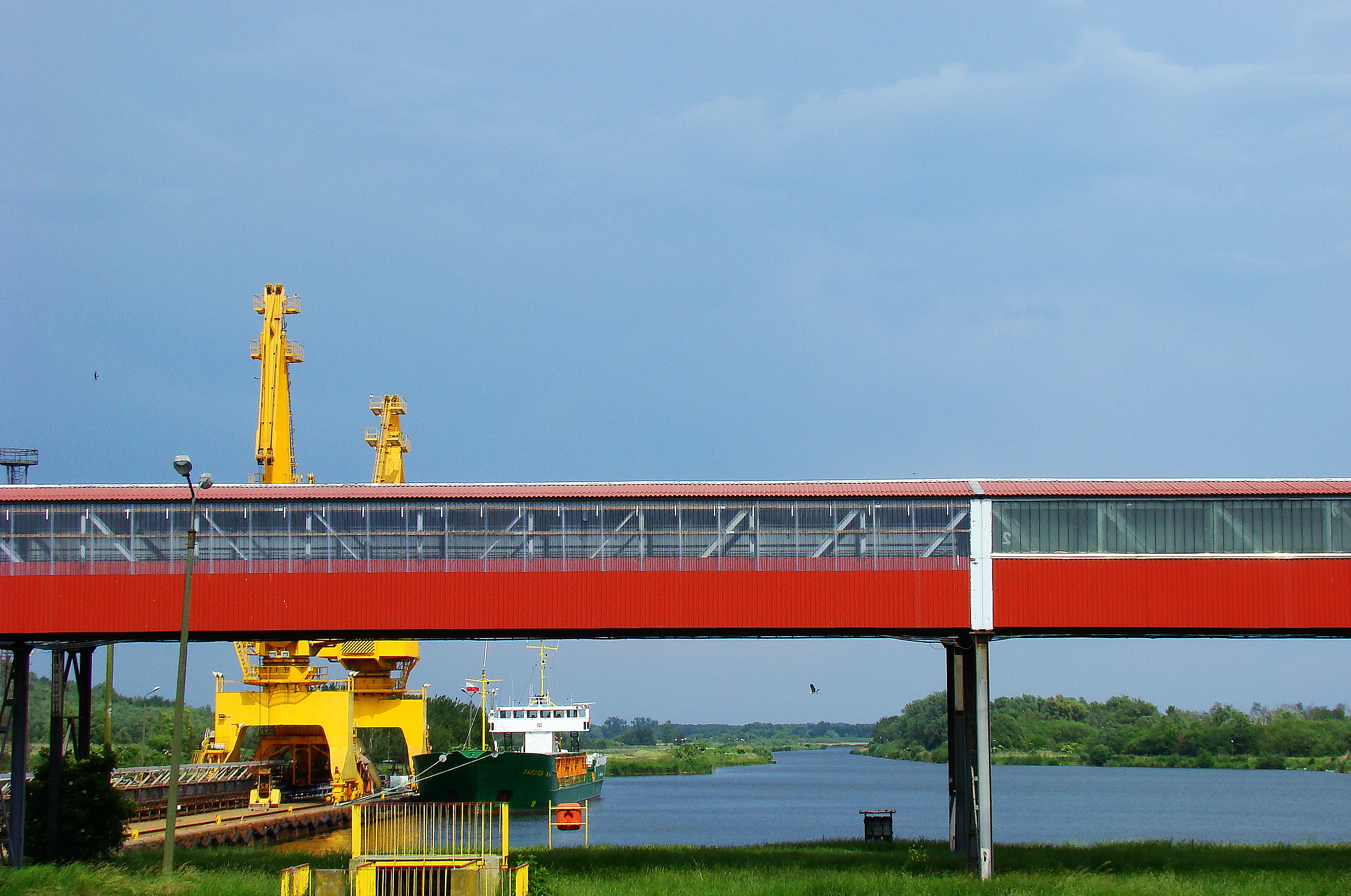
ポリツェ港
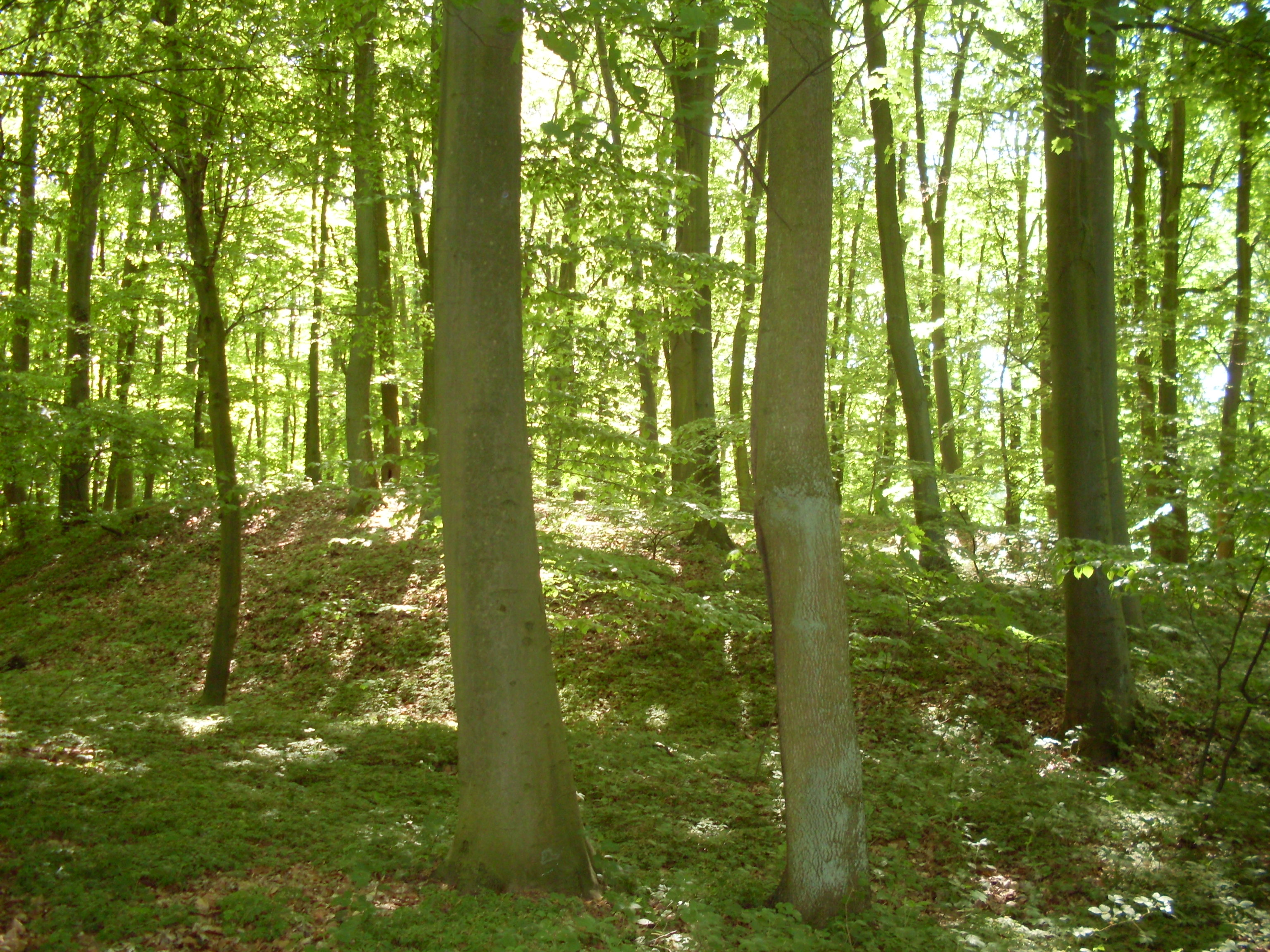
ムシツィエンツィノ公園